# 부산광역시보건환경연구원
부산광역시보건환경연구원(釜山廣域市保健環境硏究院)은 부산광역시의 보건·환경에 관한 검사 및 연구 업무를 분장하는 부산광역시청의 직속기관이다. 원장은 지방보건연구관 또는 지방환경연구관으로 보하되, 일반임기제공무원으로 보할 수 있다.

## 설치 근거 및 소관 사무

### 설치 근거
- 「부산광역시 행정기구 설치 조례」 제19조제1항[2]

### 소관 사무
- 각종 질병 및 세균, 식의약품, 농·수산물 등 보건분야의 시험·검사·조사·연구에 관한 사항
- 대기·수질·폐기물 등 환경분야의 시험·검사·조사·연구에 관한 사항
- 토양측정망 및 종합환경감시센터 운영에 관한 사항
- 축산물 위생검사 및 동물위생관리에 관한 사항

## 연혁
- 1964년 2월 20일: 부산시위생사업소 설치.
- 1966년 2월 14일: 부산시가축보건소 설치.[3]
- 1969년 11월 6일: 부산시위생사업소 청사를 동래구 연산동으로 이전.
- 1976년 10월 23일: 부산시위생사업소를 부산직할시보건연구소로 개편.
- 1979년 3월 2일: 부산시가축보건소를 부산시축산물위생검사소로 개편.[4]
- 1981년 9월 23일: 부산시축산물위생검사소를 부산직할시가축위생시험소로 개편.[5]
- 1987년 10월 14일: 부산직할시보건연구소 청사를 수영구 광안4동으로 이전.
- 1987년 12월 28일: 부산직할시보건연구소를 부산직할시보건환경연구소로 개편.[6]
- 1991년 5월 25일: 부산직할시보건환경연구소를 부산직할시보건환경연구원으로 개편.[7]
- 1993년 9월 7일: 부산직할시가축위생시험소를 부산직할시보건환경연구원의 하부기관으로 흡수.[8]
- 1995년 5월 18일: 부산광역시보건환경연구원으로 개편.[9]
- 1998년 9월 15일: 가축위생시험소를 축산물위생검사소로 개편.[10]
- 2012년 6월 23일: 현 청사로 이전.
- 2016년 11월 2일: 동물위생시험소로 개편.[11]

## 조직

### 원장
- 총무팀[12]

감염병연구부
- 감염병조사팀[14]
- 미생물팀[14]

식약품연구부
- 식품분석팀[14]
- 약품분석팀[14]
- 엄궁농산물검사소[14]
- 반여농산물검사소[14]

환경연구부
- 물환경생태팀[15]
- 대기보전팀[15]
- 수질분석팀[15]
- 토양폐기물팀[15]
- 생활환경팀[15][16]
- 산업환경팀[15]
- 대기질통합분석센터[15]

### 하부기관
- 동물위생시험소[17]